# Michał Skóraś
Michał Krzysztof Skóraś (sinh ngày 15 tháng 2 năm 2000) là một cầu thủ bóng đá chuyên nghiệp người Ba Lan thi đấu ở vị trí tiền vệ cho câu lạc bộ Ekstraklasa Lech Poznań và đội tuyển quốc gia Ba Lan.